# Marek Korenčík
Marek Korenčík, född 19 juli 1999 i Zilina, är en slovakisk professionell ishockeyspelare (back) som från och med säsongen 2024/2025 spelar för HC Olomouc i tjeckiska Extraliga.